# Мегахілиди
Мегахілиди (Megachilidae) — родина перетинчастокрилих комах підряду стебельчасточеревних (Apocrita).

## Опис
Родина включає в себе різноманітних бджіл, довжиною від 5 до 40 мм (Chalicodoma pluto). Пигідій відсутній. Гніздяться в старому дереві, в дерев'яних спорудах, в сухих стеблах рослин, у галлах, в порожніх раковинах молюсків, на каменях, в тріщинах скель, в глинистому і піщаному ґрунті. Гнізда облицьовують шматочками листя або пелюстками квітів (Megachile), піщинками скріпленими слиною (більшість Chalicodoma), пухом з сухих рослин (Anthidium). Є клептопаразитичні форми (Stelis, Coelioxys), які гнізд не влаштовують. Переважно політрофні і оліготрофні запилювачі рослин. Поширені по всьому світу, крім Антарктиди. Вагомий внесок у вивчення, охорону і штучне розведення мегахілід зробив вчений і художник В. С. Гребенніков.

## Класифікація
- Підродина Fideliinae
  - Триба Pararhophitini
    - Pararhophites

  - Триба Fideliini
    - Fidelia
    - Neofidelia
- Підродина Megachilinae
  - Триба Lithurgini
    - Lithurgus
    - Microthurge
    - Trichothurgus

  - Триба Osmiini
    - Afroheriades
    - Ashmeadiella
    - Atoposmia
    - Bekilia
    - Chelostoma
    - Haetosmia
    - Heriades
    - Hofferia
    - Hoplitis
    - Hoplosmia
    - Noteriades
    - Ochreriades
    - Osmia
    - Othinosmia
    - Protosmia
    - Pseudoheriades
    - Stenoheriades
    - Stenosmia
    - Wainia
    - Xeroheriades

  - Триба Anthidiini
    - Acedanthidium
    - Afranthidium
    - Afrostelis
    - Anthidiellum
    - Anthidioma
    - Anthidium
    - Anthodioctes
    - Apianthidium
    - Aspidosmia
    - Austrostelis
    - Aztecanthidium
    - Bathanthidium
    - Benanthis
    - Cyphanthidium
    - Dianthidium
    - Duckeanthidium
    - Eoanthidium
    - Epanthidium
    - Euaspis
    - Gnathanthidium
    - Hoplostelis
    - Hypanthidioides
    - Hypanthidium
    - Icteranthidium
    - Indanthidium
    - Larinostelis
    - Neanthidium
    - Notanthidium
    - Pachyanthidium
    - Paranthidium
    - Plesianthidium
    - Pseudoanthidium
    - Rhodanthidium
    - Serapista
    - Stelis
    - Trachusa
    - Trachusoides
    - Xenostelis

  - Триба Dioxyini
    - Aglaoapis
    - Allodioxys
    - Dioxys
    - Ensliniana
    - Eudioxys
    - Metadioxys
    - Paradioxys
    - Prodioxys

  - Триба  Megachilini
    - Coelioxys
    - Megachile
    - Radoszkowskiana

  - Incertae Sedis
    - Neochalicodoma
    - Stellenigris